# Dret d'accés a la informació pública
El dret d'accés a la informació pública és el dret ciutadà a accedir a la informació pública en poder del Govern i les institucions públiques. Es tracta d'un dret públic subjectiu que articula i protegeix el dret fonamental a saber, a més de ser un instrument de control democràtic de les institucions públiques que fa efectiu el principi de transparència política.
A l'Estat espanyol aquest dret està regulat a nivell estatal per la Llei de transparència, accés a la informació pública i bon govern, la qual reconeix que totes les persones tenen dret a accedir a la informació pública, en els termes prevists a l'article 105.b) de la Constitució Espanyola, així com en la corresponent normativa autonòmica segons l'àmbit de les respectives competències.